# Dzsibuti (település)
Dzsibuti (arabul: جيبوتي, szomáli nyelven: Jabuuti), az azonos nevű ország fővárosa, egyben legnépesebb városa. Itt található Dzsibuti gazdasági, közigazgatási, kereskedelmi és közlekedési központja is.

## Földrajz

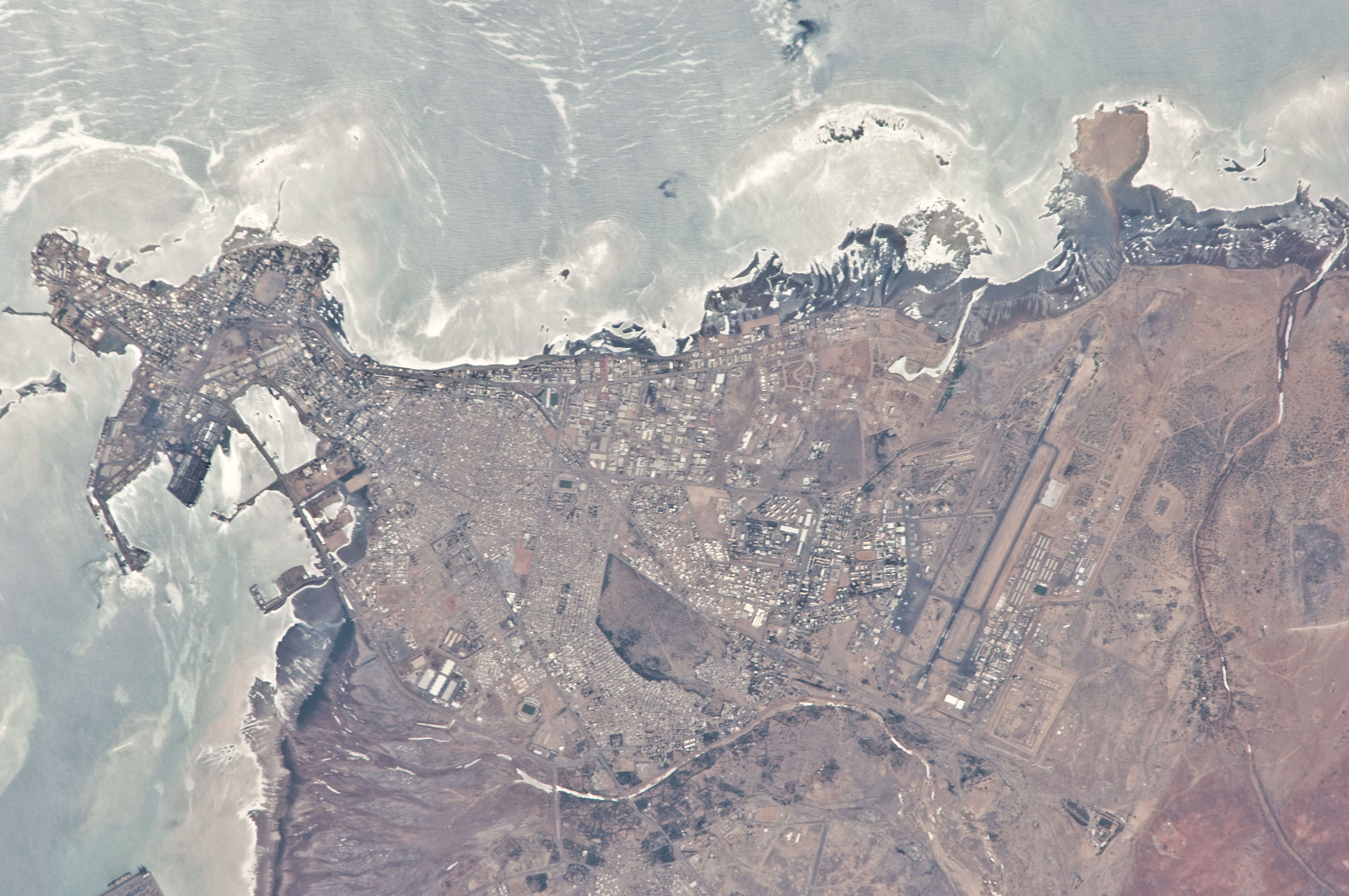
A város műholdképen

A város egy félszigeten fekszik, ami elválasztja egymástól az Ádeni-öblöt és a Tadjoura-öblöt.

### Éghajlat
Dzsibuti sivatagi éghajlattal rendelkezik, egész évben nagy meleg és szárazság a jellemző. A csapadék csupán  131 mm évente, a nyári hónapokban a hőmérséklet rendszeresen 40 °C feletti.
| Hónap                                      | Jan. | Feb. | Már. | Ápr. | Máj. | Jún. | Júl. | Aug. | Szep. | Okt. | Nov. | Dec. | Év   |
| ------------------------------------------ | ---- | ---- | ---- | ---- | ---- | ---- | ---- | ---- | ----- | ---- | ---- | ---- | ---- |
| Rekord max. hőmérséklet (°C)               | 34,0 | 34,0 | 37,0 | 38,0 | 44,0 | 47,0 | 47,0 | 47,0 | 44,0  | 39,0 | 36,0 | 34,0 | 47,0 |
| Átlagos max. hőmérséklet (°C)              | 28,7 | 29,0 | 30,2 | 32,0 | 34,9 | 39,0 | 41,7 | 41,2 | 37,2  | 33,1 | 30,8 | 29,3 | 34,0 |
| Átlaghőmérséklet (°C)                      | 25,1 | 25,7 | 27,0 | 28,7 | 31,0 | 34,2 | 36,4 | 36,0 | 33,1  | 29,3 | 26,9 | 25,4 | 29,9 |
| Átlagos min. hőmérséklet (°C)              | 21,5 | 22,5 | 23,8 | 25,4 | 27,0 | 29,3 | 31,1 | 30,6 | 28,9  | 25,6 | 23,1 | 21,6 | 25,9 |
| Rekord min. hőmérséklet (°C)               | 19,0 | 18,0 | 21,0 | 21,0 | 21,0 | 23,0 | 22,0 | 22,0 | 23,0  | 21,0 | 18,0 | 17,0 | 17,0 |
| Átl. csapadékmennyiség (mm)                | 10   | 18   | 20   | 29   | 16   | 0    | 6    | 5    | 3     | 20   | 22   | 11   | 160  |
| Havi napsütéses órák száma                 | 244  | 220  | 263  | 273  | 316  | 282  | 260  | 275  | 279   | 297  | 285  | 272  | 3266 |
| Forrás: Hong Kong Observatory, BBC Weather |      |      |      |      |      |      |      |      |       |      |      |      |      |

## Történelem
A várost 1888-ban alapították, majd 1891-ben Francia Szomáliföld fővárosa lett. Dzsibuti függetlenné válása után a város maradt az ország fővárosa.

## Lakosság
Lakosainak száma 500 000-re tehető (2007-ben).
Etnikai csoportok: szomáli 60%, afar 35%, egyéb 5% (köztük: francia, arab, etiópiai és olasz).

## Gazdaság

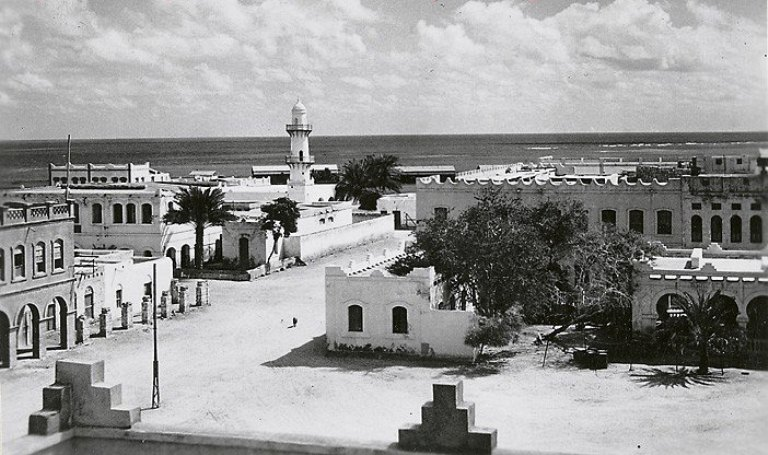
A város látképe

Gazdaságának alapja stratégiai földrajzi helyzetéből adódik: Afrika északkeleti csúcsán helyezkedik el, és szabad kereskedelmi zónában van. A lakosság 2/3-a a fővárosban él, 1/3-a nomád állattartó. A gyér esőzés korlátozza a növénytermesztést gyümölcsökre és zöldségekre, az élelem nagy részét importálják. A város a rajta áthaladó tranzitforgalomból él, ami a tengeri kikötőn és a repülőtéren keresztül zajlik. A kikötő utántöltő állomásként is üzemel. Kevés nyersanyaggal rendelkezik, ipara nem jelentős. Az ország ezért nagy mértékben függ a külföldi segítségtől, ami a financiális gondok egyensúlyban tartásához szükséges.
A munkanélküli ráta 50%, ami igen nagy problémát jelent. Az infláció nem jelentős (mivel a Dzsibuti frankot az amerikai dollárhoz kötik), azonban az így mesterségesen magasan tartott helyi pénz Dzsibuti fizetési mérlegére negatív hatással van.
Az egy főre eső fogyasztás az utóbbi 7 évben 35%-kal visszaesett a recesszió, a polgárháború és a lakosság létszámának növekedése miatt (ebben a bevándorlók és menekültek létszáma is szerepet játszik).
A gazdasági nehézségek következtében a kormány hátrányban van a hosszútávú hitelek visszafizetésében, és a külföldi segítséggel járó megszorításokkal küzd.

## Közlekedés

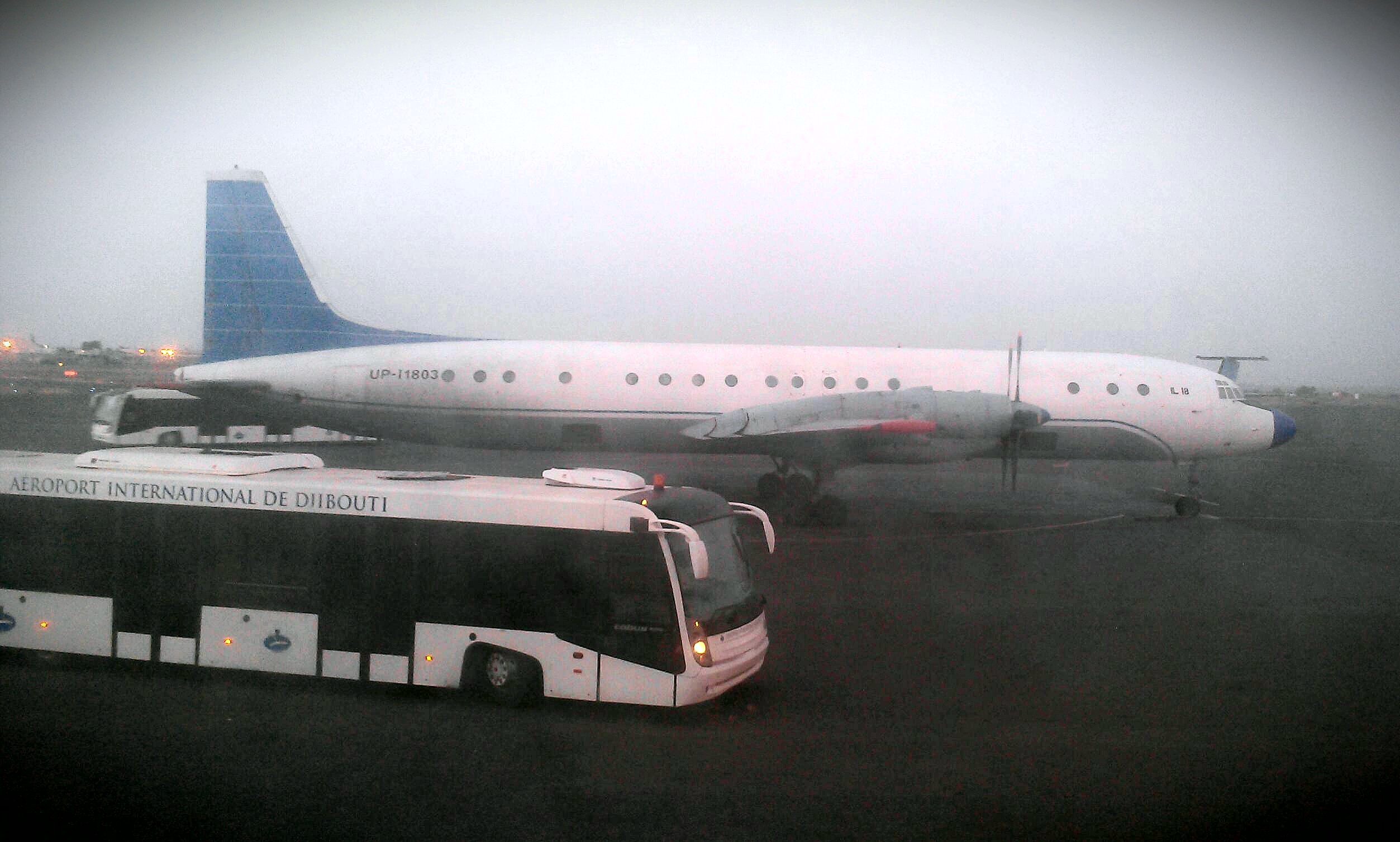
A Dzsibuti–Ambouli nemzetközi repülőtér

Itt végződik az Addisz-Abeba - Dzsibuti vasútvonal, mely egyben az ország egyetlen vasútvonala és a város személypályaudvara az afrikai kontinens legkeletibb vasúti állomása. Itt található az ország egyetlen nemzetközi repülőtere is, a Dzsibuti–Ambouli nemzetközi repülőtér. A várostól északnyugatra van a nemzetközi kikötő, amit a helyiek halászatra vesznek igénybe.

## Fordítás
Ez a szócikk részben vagy egészben  a   Djibouti (city) című angol Wikipédia-szócikk fordításán alapul.  Az eredeti cikk szerkesztőit annak laptörténete sorolja fel. Ez a jelzés csupán a megfogalmazás eredetét és a szerzői jogokat jelzi, nem szolgál a cikkben szereplő információk forrásmegjelöléseként.